# Star Lake
Star Lake är en sjö i Kanada.   Den ligger i provinsen Newfoundland och Labrador, i den östra delen av landet, 1 400 km öster om huvudstaden Ottawa. Star Lake ligger 290 meter över havet. Arean är 15,0 kvadratkilometer. Den sträcker sig 7,3 kilometer i nord-sydlig riktning, och 7,3 kilometer i öst-västlig riktning.
Trakten runt Star Lake är nära nog obefolkad, med mindre än två invånare per kvadratkilometer.